# Lotus 92
La Lotus 92 fu una vettura di Formula 1 con la quale il team inglese affrontò la prima parte del campionato di F1 del 1983, prima di essere sostituita definitivamente con il modello 94T, che disponeva di un motore turbo. Disegnata da Colin Chapman e Martin Ogilvie era spinta dal tradizionale motore Ford Cosworth DFV, montava il cambio Lotus/Hewland ed era gommata Pirelli.

## Aspetti tecnici
Derivata dalla precedente Lotus 91, la 92 fu l'ultima vettura di F1 della Lotus a essere equipaggiata con un motore Ford-Cosworth, dopo ben 17 stagioni di collaborazione (che tuttavia riprenderà dalla stagione 1992). 

## Stagione 1983
La vettura venne impiegata nelle prime otto gare della stagione dal solo Nigel Mansell, mentre il modello 93T venne affidato già dalla seconda gara stagionale a Elio De Angelis. Ottenne un solo punto nel Gran Premio degli Stati Uniti-Est.
| Anno | Team                   | Motore            | Gomme | Piloti        |    |    |     |     |     |     |   |     |  |  |  |  |  |  |  | Punti | Pos. |
| ---- | ---------------------- | ----------------- | ----- | ------------- | -- | -- | --- | --- | --- | --- | - | --- |  |  |  |  |  |  |  | ----- | ---- |
| 1983 | John Player Team Lotus | Ford Cosworth DFV | P     | Nigel Mansell | 12 | 12 | Rit | 12* | Rit | Rit | 6 | Rit |  |  |  |  |  |  |  | 1     | 12º  |